# Jižní Pohjanmaa
Jižní Pohjanmaa či Jižní Ostrobotnie je jedna z 19 finských provincií. Nachází se na západě státu. Sousedí s provinciemi Pohjanmaa, Střední Pohjanmaa, Pirkanmaa, Satakunta a Střední Finsko. Správním střediskem je město Seinäjoki. Nejvyšším bodem celého území je Raitamäki o nadmořské výšce 241 m n. m. Stejně jako další finské provincie, má i Jižní Pohjanmaa určené své symboly z ptačí říše, flóry, zvířat a ryb. Jsou jimi koliha velká, vrbovka úzkolistá, veverka obecná, síh severský.

## Obce
V roce 2021 se provincie skládala ze 18 obcí (finsky kunta). Obce byly seskupeny do 4 okresů (tzv. seutukunta). 8 obcí mělo status města (napsané tučným písmem).
- Alajärvi
- Alavus
- Evijärvi
- Ilmajoki
- Isojoki
- Isokyrö
- Karijoki
- Kauhajoki
- Kauhava
- Kuortane
- Kurikka
- Lappajärvi
- Lapua
- Seinäjoki
- Soini
- Teuva
- Vimpeli
- Ähtäri